# Patrice Lumumba
Patrice Émery Lumumba (2. července 1925, Onalue, Belgické Kongo – 17. ledna 1961 poblíž Élisabethville, Katanga) byl konžský politik, vůdčí osobnost národního osvobozeneckého hnutí v bývalém Belgickém Kongu a později první předseda vlády nově vyhlášené Konžské republiky (nynější Demokratická republika Kongo), od června do září 1960. V červnu se s belgickou podporou odtrhla bohatší část země, provincie Katanga, a vyhlásila nezávislost. V září 1960 byl Lumumba sesazen vojenským převratem pod vedením plukovníka Mobutu Sese Seka a uvězněn. Při pokusu o útěk byl zajat a v prosinci deportován do odtržené Katangy. Přes protesty světové veřejnosti i mnoha politiků byl 17. ledna 1961 zavražděn za účasti belgických důstojníků.
Díky svým protikoloniálním postojům a své snaze osamostatnit zemi politicky i hospodářsky je vnímán jako hrdina nejen ve své zemi, ale v celé černošské Africe.
Stal se obětí bojů mezi jednotlivými etniky, prezident Kasavubu patřil k jinému etniku a generál Mobutu též. Stal se obětí rivality mezi jednotlivými etniky a politiky. V roce 2014, 64 let po vyhlášení nezávislosti, stále probíhá v Kongu boj mezi etniky.

## Kulturní odkazy
Italský režisér Valerio Zurlini se inspiroval jeho životem ve filmu Lotr po pravici (1968). Michelangelo Antonioni použil ve filmu Povolání: Reportér dokumentární záběry jeho popravy. Jeho tragický osud pak inspiroval i řadu literárních děl (mj. divadelní hra Sezóna v Kongu od Aimého Césaira). V Ostravě-Zábřehu a v Hranicích jsou po Patrice Lumumbovi pojmenovány ulice, zatímco most v karlovarské čtvrti Drahovice byl přejmenován. Lumumbova ulice v Praze byla pojmenována v roce, kdy byl konžský národní hrdina zavražděn, a jméno nesla až do roku 1991, kdy byla přejmenována na Chaberskou. Jeho jméno nese řada škol a dalších institucí v bývalých socialistických zemích, např. Ruská univerzita družby národů v Moskvě nesla v letech 1961–92 jeho jméno (Университет дружбы народов имени Патриса Лумумбы).